# Генрік Андерссон (тенісист)
Генрік Андерссон (швед. Henrik Andersson; нар. 2 травня 1977) — колишній шведський тенісист.
Найвищу одиночну позицію світового рейтингу — 314 місце досяг 23 жовтня 2000, парну — 352 місце — 28 лютого 2000 року.
Здобув 1 одиночний титул.

## Титули на челленджерах

### Одиночний розряд: (1)
| Ранг | Рік  | Турнір                              | Покриття | Суперник    | Рахунок       |
| ---- | ---- | ----------------------------------- | -------- | ----------- | ------------- |
| 1.   | 2000 | Кінгстон-апон-Галл, Велика Британія | Килим    | Марк Гілтон | 6–4, 3–6, 6–4 |

## Титули ITF Ф'ючерс

### Одиночний розряд: (1)
| Ранг | Рік  | Турнір      | Покриття | Суперник   | Рахунок   |
| ---- | ---- | ----------- | -------- | ---------- | --------- |
| 1.   | 1998 | Тауранга F3 | Килим    | Джон Доран | 7–6, 6–4, |

### Парний розряд: (9)
| Ранг | Дата     | Турнір                                     | Покриття | Партнер             | Суперники                            | Рахунок                         |
| ---- | -------- | ------------------------------------------ | -------- | ------------------- | ------------------------------------ | ------------------------------- |
| 1.   | Сер 1998 | Пярну, Естонія F1                          | Ґрунт    | Ніклас Тімфйорд     | Лассі Кетола Янне Ояла               | 6–3, 7–5                        |
| 2.   | Сер 1999 | Jupille-sur-Meuse, Бельгія F1              | Ґрунт    | Юган Сеттерґрен     | Стівен Гасс Лі Пірсон                | 6–4, 7–5                        |
| 3.   | Сер 1999 | Брюссельський столичний регіон, Бельгія F2 | Тверде   | Юган Сеттерґрен     | Даніель Карассіоло Фернандо Лас Ерас | 7–5, 6–1                        |
| 4.   | Лют 2000 | Істборн, Велика Британія F1                | Килим    | Гельґе Колл-Фраф'єр | Олівер Фрілав Том Спінкс             | 7–5, 7–5                        |
| 5.   | Сер 2000 | Берлін, Німеччина F11                      | Ґрунт    | Юган Сеттерґрен     | Вім Нефс Д'ялмар Сістерманс          | 6–3, 5–7, 7–5                   |
| 6.   | Жов 2000 | Осло, Норвегія F1                          | Килим    | Юган Сеттерґрен     | Андреас Таттермуш Ульріх Тіппенгауер | 6–3, 7–6 (7–2)                  |
| 7.   | Бер 2001 | Крайстчерч, Нова Зеландія F2               | Тверде   | Б'єрн Ренквіст      | Люк Буржуа Ендрю Пейнтер             | 3–6, 6–3, 6–2                   |
| 8.   | Жов 2001 | Единбург, Велика Британія F10              | Тверде   | Даґ Рут             | Веслі Муді Луїс Восло                | 6–2, 3–6, 7–5                   |
| 9.   | Вер 2002 | El Menzah, Туніс F1                        | Тверде   | Люк Буржуа          | Бенжамен Кассень Франк Мозер         | 7–6 (7–5), 6–7 (5–7), 7–6 (7–5) |